# Mondauto

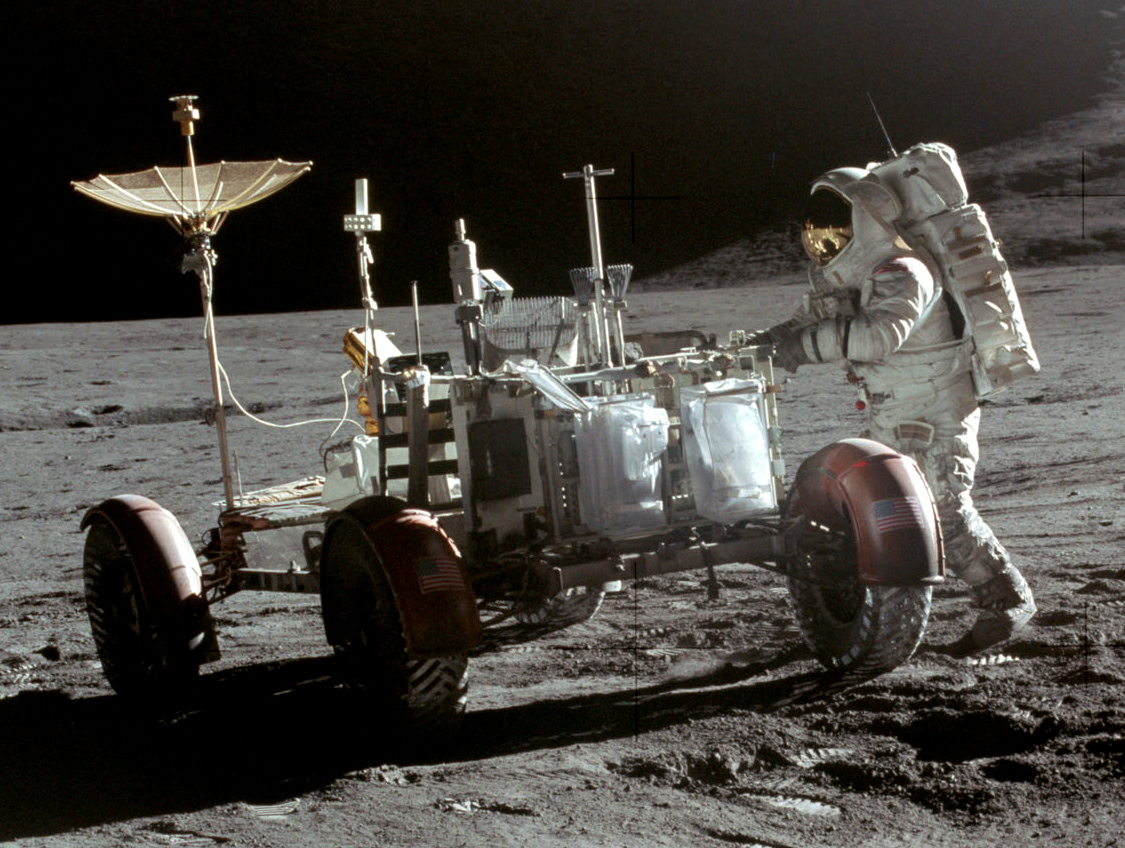
Jim Irwin mit dem Apollo-15-Mondauto auf dem Mond

Ein Mondauto ist ein Personenkraftwagen zur Beförderung von Astronauten auf der Mondoberfläche.
Für das Apollo-Programm entwickelten General Motors und Boeing das Lunar Roving Vehicle (LRV). Es wurde 1971 und 1972 bei den Mondmissionen Apollo 15, Apollo 16 und Apollo 17 eingesetzt. Für das Artemis-Programm plant die NASA die Beschaffung des neuen Lunar Terrain Vehicle (LTV). Es soll ab der dritten bemannten Artemis-Mondlandung zum Einsatz kommen, das heißt ab 2029.
Für das chinesische bemannte Monderkundungsprogramm wird ein 200 kg schweres Mondauto entwickelt. Das Fahrzeug soll zwei Raumfahrer bis zu 10 km weit auf der Mondoberfläche transportieren können. Die chinesische Mondlandefähre wird dementsprechend so ausgelegt, dass sie ein bis zu 200 kg schweres Auto mit zur Mondoberfläche bringen kann. Die erste bemannte chinesische Mondlandung soll spätestens 2030 stattfinden.